# Халатов, Семён Сергеевич
Семён Сергеевич Халатов (26 февраля 1884, Москва — 17 мая 1951, там же) — российский, советский учёный, доктор медицинских наук, профессор, патофизиолог, Заслуженный деятель науки РСФСР.

## Биография
Семён Сергеевич Халатов родился 14 (26) февраля 1884 года в Москве.
В 1908 году окончил естественный факультет Петербургского университета.
В 1912 году закончил Военно-медицинскую академию. 
С 1922 года по 1929 год возглавлял кафедру общей патологии 1-го ленинградского медицинского института.
С 1929 года по 1947 год заведовал кафедрой патологической физиологии 1-го московского медицинского института, 
С 1947 года по 1950 год был заведующим экспериментальной лабораторией Центрального онкологического института.
С 1950 года по 1951 год заведовал патофизиологической лабораторией Центрального кожно-венерологического института.
Похоронен на Введенском кладбище (8 уч.).

## Научная деятельность
Семён Сергеевич Халатов исследовал проблемы обмена веществ, в частности, патологии холестеринового обмена, а также эндокринологии, геронтологии. Экспериментально подтвердил (1912) патологическую роль местных отложений 
холестериновых соединений в происхождении атеросклероза и др. патологических процессов. Полученная Н. Н. Аничковым и Халатовым экспериментальная модель атеросклероза стала основой дальнейших исследований по этой проблеме. Доказал роль местных отложений холестерина в происхождении ряда патологических процессов.
С. С. Халатов и его сотрудники экспериментально подтвердили патогенетическую роль нарушений холестеринового обмена в развитии атеросклероза. Он показал также значение поражений головного мозга в происхождении липоидемий. Значительная часть его работ посвящена гормональным свойствам оболочек плодного яйца и их практическому применению.
Деятельность учёного способствовала созданию в СССР самостоятельных кафедр патологической физиологии. По инициативе С. С. Халатова при кафедре патологической физиологии 1-го Московского медицинского института была создана первая в СССР экспериментальная база клинических исследований.
Был одним из организаторов Общества патологов в Петербурге, секции патофизиологов, Общества патологов Москвы, Всесоюзного общества патофизиологов, членом Ученого совета М3 СССР, РСФСР, членом Экспертного совета ВАК, почетным членом Шведского общества врачей .

## Основные труды
- О жидких кристаллах в животном организме, об условиях их возникновения и их свойствах, Труды Общества патологов., в СПб. за 1912—1913 академ. год, с. 1, 1913;
- Об отношении печени к различным сортам пищевых жиров, Труды Об-ва патол. в Спб. за 1911—1912 академ. год, с. 18, 1913;
- К вопросу о холестериновом диатезе, дисс., Пг., 1917;
- Die anisotrope Verfettung im Lichte der Pathologie des Stoffwechsels, Jena, 1922;
- Учение о диатезе и местных отложениях продуктов обмена, М.— Л., 1930;
- Физиологическая эндокринная система и эндокринопатии в свете новой теории природы и происхождения гормональных начал, М., 1944;
- Холестериновая болезнь в её патофизиологическом и клиническом значении, М., 1946.

## Награды
Орден Трудового Красного Знамени.